# Токасики (село)
Токасики (яп. 渡嘉敷村 Токасики-сон) — село в Японии, находящееся в уезде Симадзири префектуры Окинава. Площадь села составляет 19,20 км², население — 730 человек (1 августа 2014), плотность населения — 38,02 чел./км².

## Географическое положение
Село расположено на одноименном острове (входит в группу островов Керама) в префектуре Окинава региона Кюсю.

## Население
Население села составляет 730 человек (1 августа 2014), а плотность — 38,02 чел./км². Изменение численности населения с 1980 по 2005 годы:
| 1980 | 830 чел. |  |
| 1985 | 888 чел. |  |
| 1990 | 710 чел. |  |
| 1995 | 725 чел. |  |
| 2000 | 730 чел. |  |
| 2005 | 790 чел. |  |